# Santuario di Santa Maria dei Lumi
Il complesso religioso del Santuario di Santa Maria dei Lumi è costituito dalla chiesa e dal convento, edificati al di fuori del perimetro dalle mura del borgo fortificato di Civitella del Tronto, in provincia di Teramo.
È retto dall'anno 1882 dall'Ordine dei frati minori conventuali.

Dedicato alla Madonna dei Lumi, eletta patrona del cenobio, è affidato al governo pastorale del vescovo della Diocesi di Teramo-Atri.

Il santuario mariano è una delle realtà monumentali più note del territorio teramano e conserva tuttora memoria d'arte romanica, di misticismo e spiritualità.

## Territorio
L'intero insediamento è stato innalzato in posizione panoramica sulla vetta di una collina a 589 m s.l.m. nel territorio comunale di Civitella, nella Valle del Vibrata.

Dalla cima dell'altura, il santuario vigila da secoli sull'ampio panorama che fronteggia la rupe del paese e ne scorge i possenti bastioni della fortezza borbonica. Spazia sulle colline delle valli sottostanti, osserva parte della costiera abruzzese e del territorio interno della provincia ascolana, mentre offre il suo prospetto principale ai monti Gemelli e, più in lontananza, al Gran Sasso d'Italia.
Il sito si raggiunge percorrendo la Strada statale 81 Piceno Aprutina che collega le città di Ascoli Piceno e Teramo seguendo le indicazioni che conducono a Civitella del Tronto.

## Storia
Il cenobio sorge sull'antico sito in cui vi fu la Grangia di Santa Maria, che dipendeva dalla vicina abbazia di Montesanto, abbandonata dai monaci benedettini e ceduta alla comunità dei frati francescani verso la metà del XIII secolo.
Gli edifici che compongono l'attuale complesso furono eretti nel 1466 e nell'anno 1471 la comunità dei minori osservanti si stabilì negli spazi del monastero. In questo periodo la sede monastica conobbe un'intensa vita spirituale grazie anche all'influenza che san Giacomo della Marca esercitò nel borgo di Civitella e nel resto del territorio teramano. Forse, fu proprio il santo marchigiano a commissionare la fattura della statua della Madonna dei Lumi.
Nel corso dei secoli, le vicissitudini che hanno contrassegnato la storia del santuario mariano sono state costantemente legate alla storia di Civitella sia per gli aspetti religiosi e culturali, sia per quelli civili e militari. Il cenobio, per la sua ubicazione strategica, è stato spesso usato come controparte della fortezza borbonica che domina il paese. Ogni assedio posto a Civitella ha sempre coinvolto il sito o come sede dei comandi attaccanti o come bersaglio dei contro-bombardamenti della cittadella fortificata.

Gli anni che hanno maggiormente segnato la vita del convento sono: 
- 1811, quando la comunità francescana abbandonò il monastero a causa delle leggi soppressive dei conventi emanate da Gioacchino Murat;
- 1866, allorché la struttura, ormai gravemente danneggiata dagli scontri che vi furono al tempo dell'assedio alla fortezza di Civitella per l'Unità d'Italia nel 1861, fu lasciata dai monaci poiché non garantiva più sicurezza e stabilità.
- 1882, il frate conventuale Giuseppe Ferretti di Civitella si spogliò dei beni di famiglia e col ricavato ricomprò il complesso monastico dal Comune restituendolo alla comunità francescana.

Durante la prima guerra mondiale la struttura del convento fu requisita e resa disponibile per il ricovero dei profughi di guerra. Nel corso della seconda guerra mondiale la struttura fu adibita a campo di concentramento.
Il complesso poggia su un insieme di edifici più antichi, nel corso del tempo, ha beneficiato di numerosi interventi di restauro che hanno reso poco leggibile la struttura della costruzione originaria. Una consistente opera di riparazione e ristrutturazione è avvenuta nell'Ottocento, per risarcire i fabbricati gravemente danneggiati dagli assedi alla fortezza. Un ulteriore ripristino vi è stata nel 1960 quando il santuario fu quasi totalmente rimaneggiato da vari ampliamenti. L'intervento conservativo più recente risale all'anno 2006, quando è stata privilegiata la riqualificazione della facciata del complesso, restituendo alla luce le pietre squadrate di travertino locale.

### Origine del titolo di Madonna dei Lumi

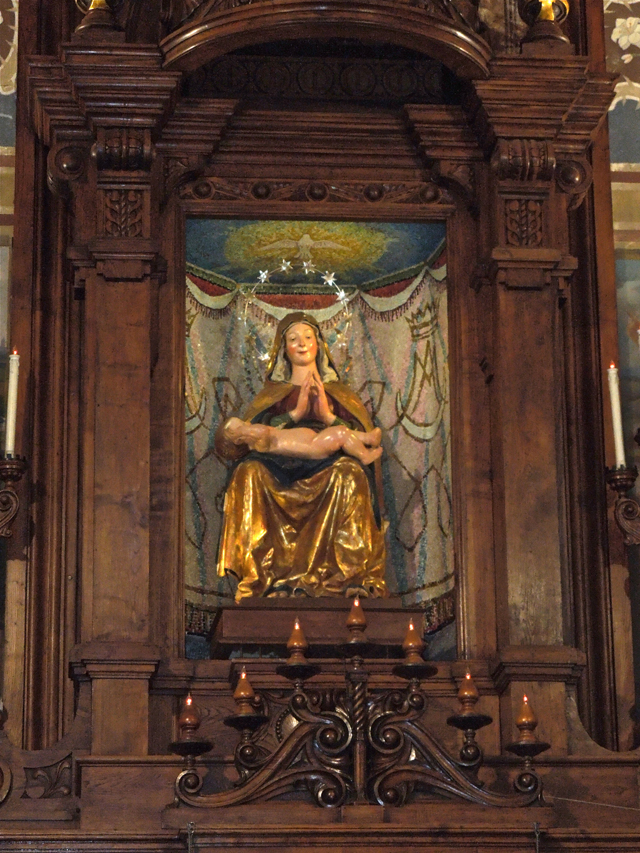
Madonna col Bambino, detta la Madonna dei Lumi,opera di Giovanni di Biasuccio.

L'intitolazione di questo santuario ai Lumi, o alla Lumera, affonda le sue radici nel racconto di una misteriosa e antica tradizione che narra di un evento prodigioso avvenuto nella seconda metà del XVII secolo. In questo periodo sarebbero comparse più volte luminose schiere di angeli che, in lontananza, apparivano come fiammelle danzanti intorno all'area che circonda il sito.

## Architettura
L'intero insediamento religioso è formato dalla chiesa, dalla casa monastica e da un chiostro.

### Chiesa di Santa Maria dei Lumi
Il sacro edificio apre la sua facciata romanica, a coronamento orizzontale, delimitando un lato dell'ampio piazzale antistante. Il suo prospetto, realizzato in travertino locale a pietre squadrate, è aperto da sei archi a tutto sesto che si sviluppano da colonnine ottagonali appoggiate su plinti a muricciolo che incorniciano un piccolo portico, sovrastato da un solo ordine di finestre.
Lo spazio interno dell'aula si mostra in stile rinascimentale, scandito da due navate: la minore, che si apre a sinistra dell'ingresso, ricalca lo spazio della chiesa appartenuta ai benedettini; la maggiore termina nell'abside che accoglie il presbiterio e l'altare maggiore, ligneo eseguito negli anni venti del XX secolo, nella cui nicchia centrale è custodita la statua della Madonna dei Lumi.
L'effigie mariana ritrae la Madonna col Bambino, detta la Madonna dei Lumi, statua lignea policroma in stile rinascimentale, realizzata da Giovanni di Biasuccio o Blasuccio da Fontavignone nel 1489.
Nella porzione sinistra della chiesa vi sono anche due monumenti sepolcrali e gli affreschi del pittore Giuseppe Pauri di Grottammare, nel presbiterio, nella cupola dell'altare e sul soffitto della navata centrale.

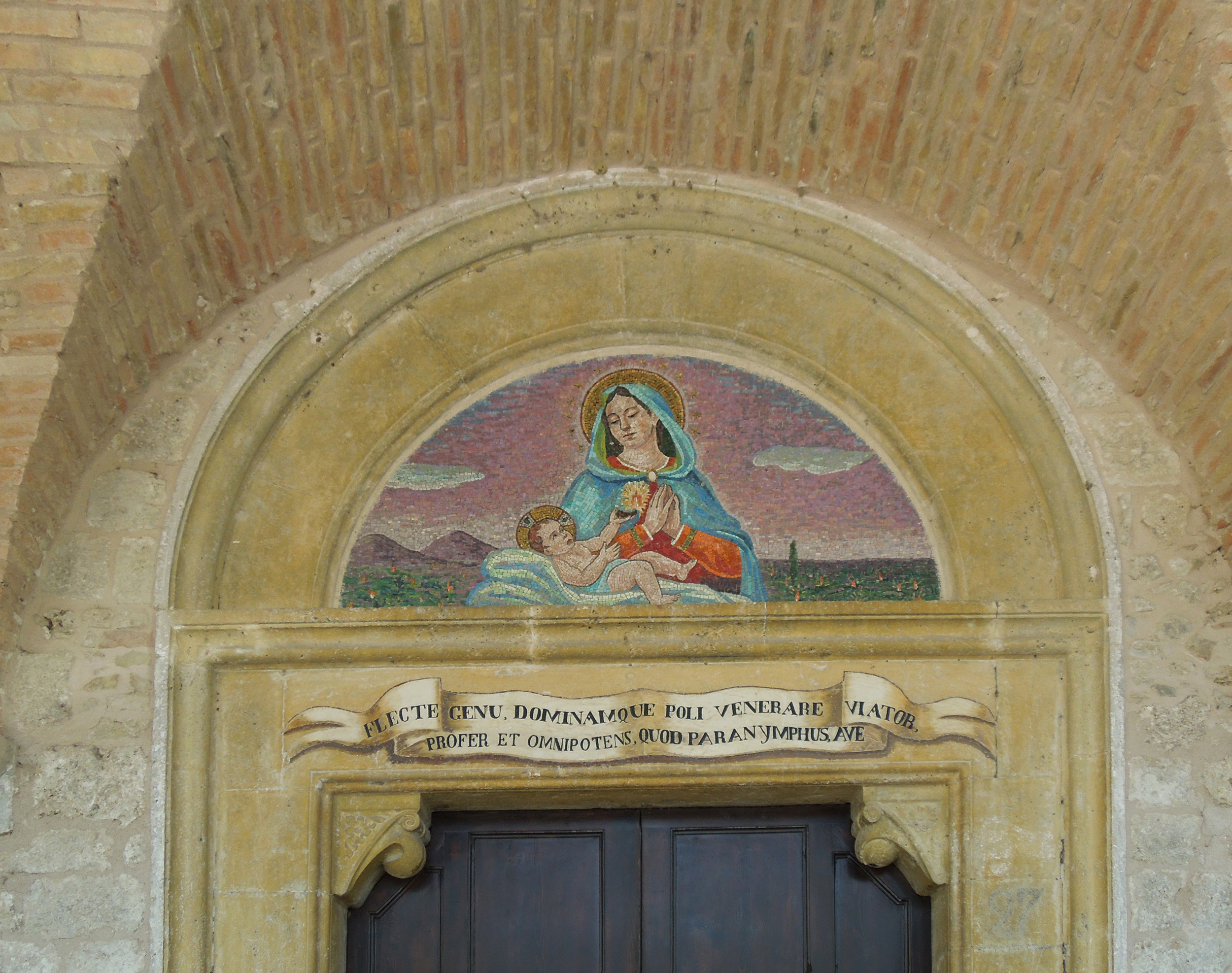
Mosaico della lunetta del portale d'ingresso alla chiesa.
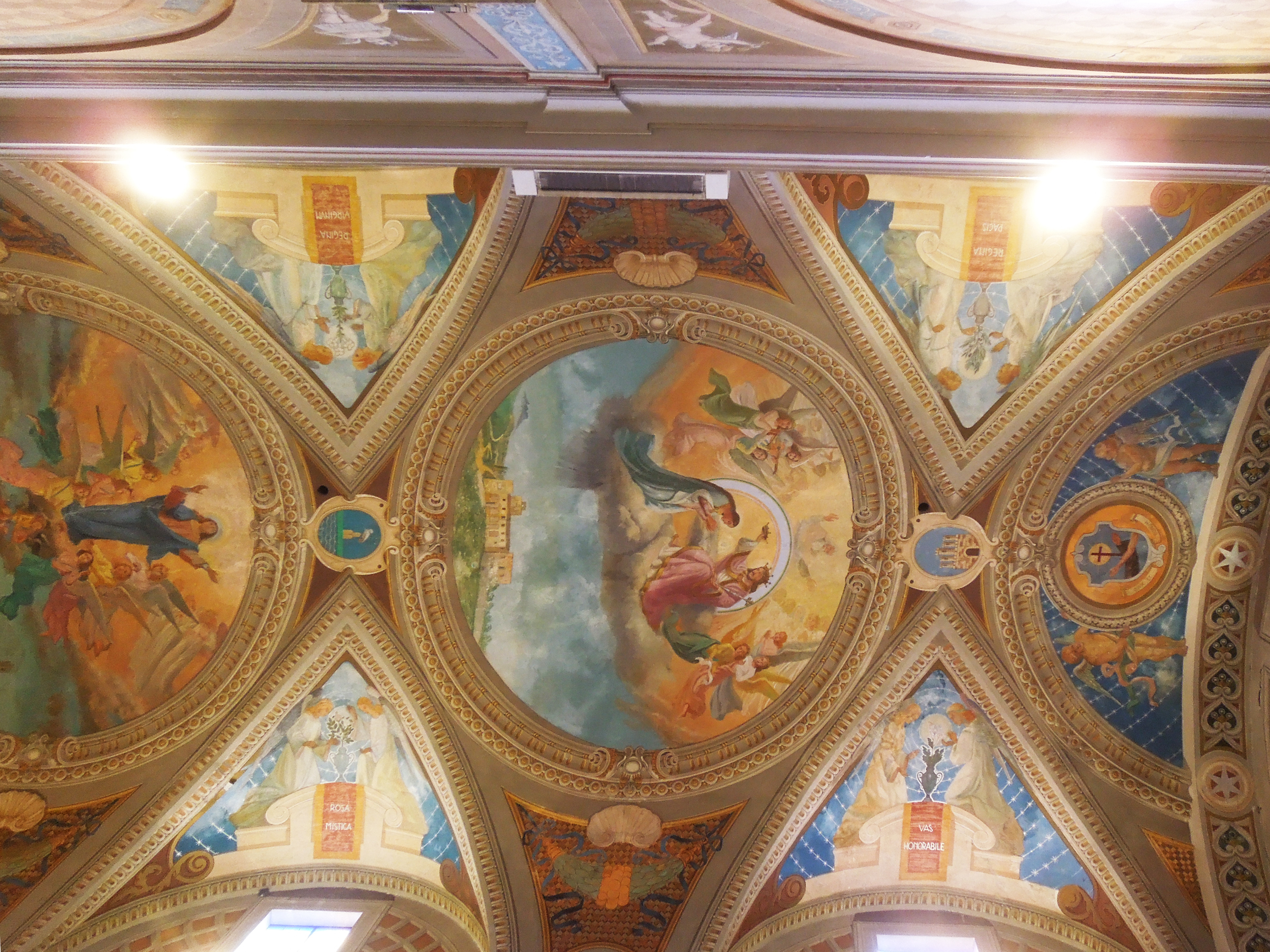
Affreschi del soffitto della navata centrale
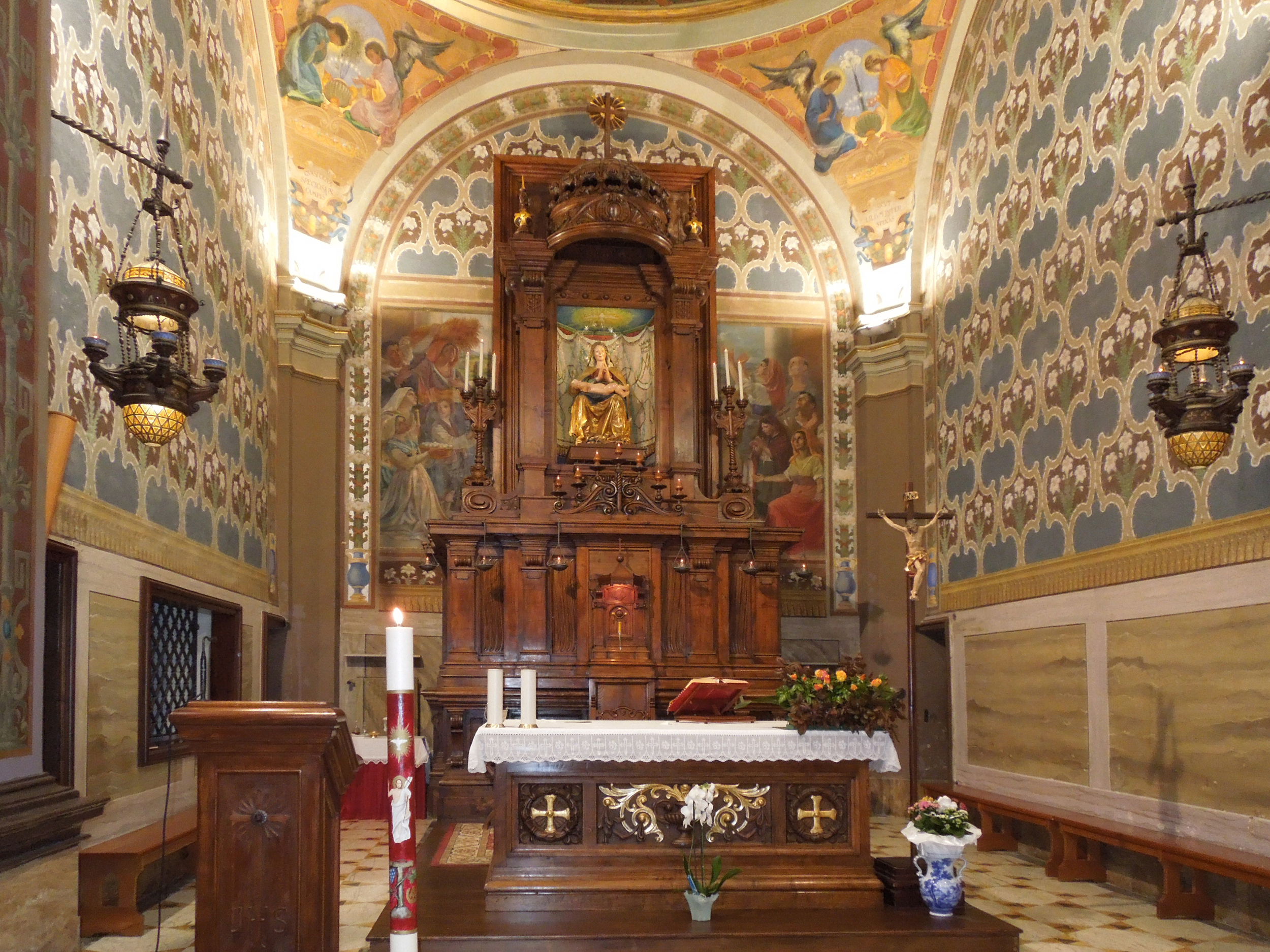
Presbiterio

### Chiostro del convento di Santa Maria dei Lumi
Il chiostro si apre in un arioso spazio quadrangolare adiacente al lato destro della chiesa. Costruito in pietra e opera muraria circoscrive la sua area tra gli archi a tutto sesto, con archivolto di mattoni, che poggiano su colonne di pietra decorate da capitelli trapezoidali. Al centro della sua area si scorge il pozzo.

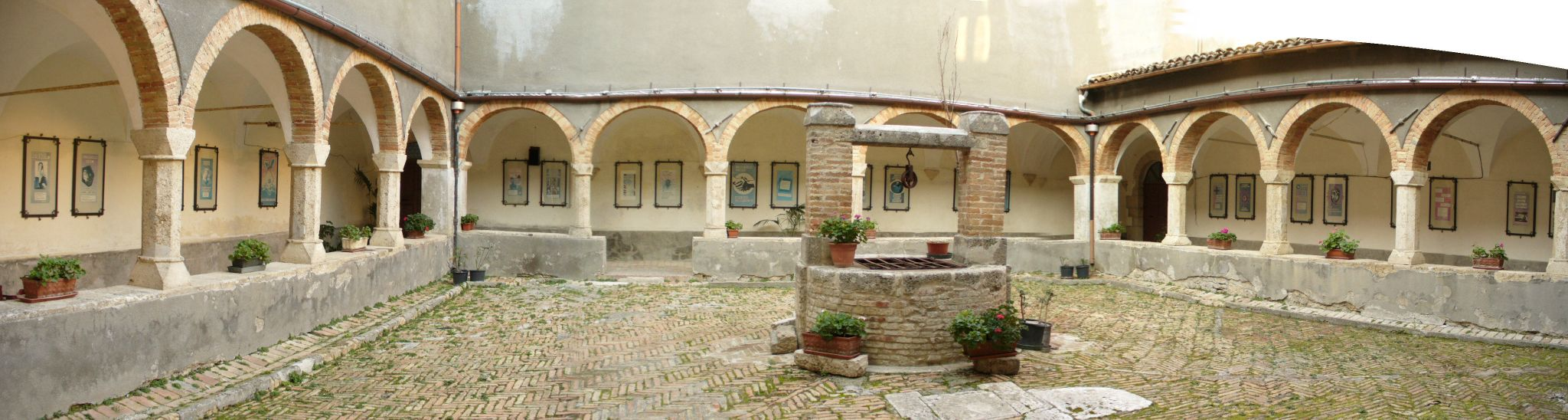
Chiostro del Convento di Santa Maria dei Lumi

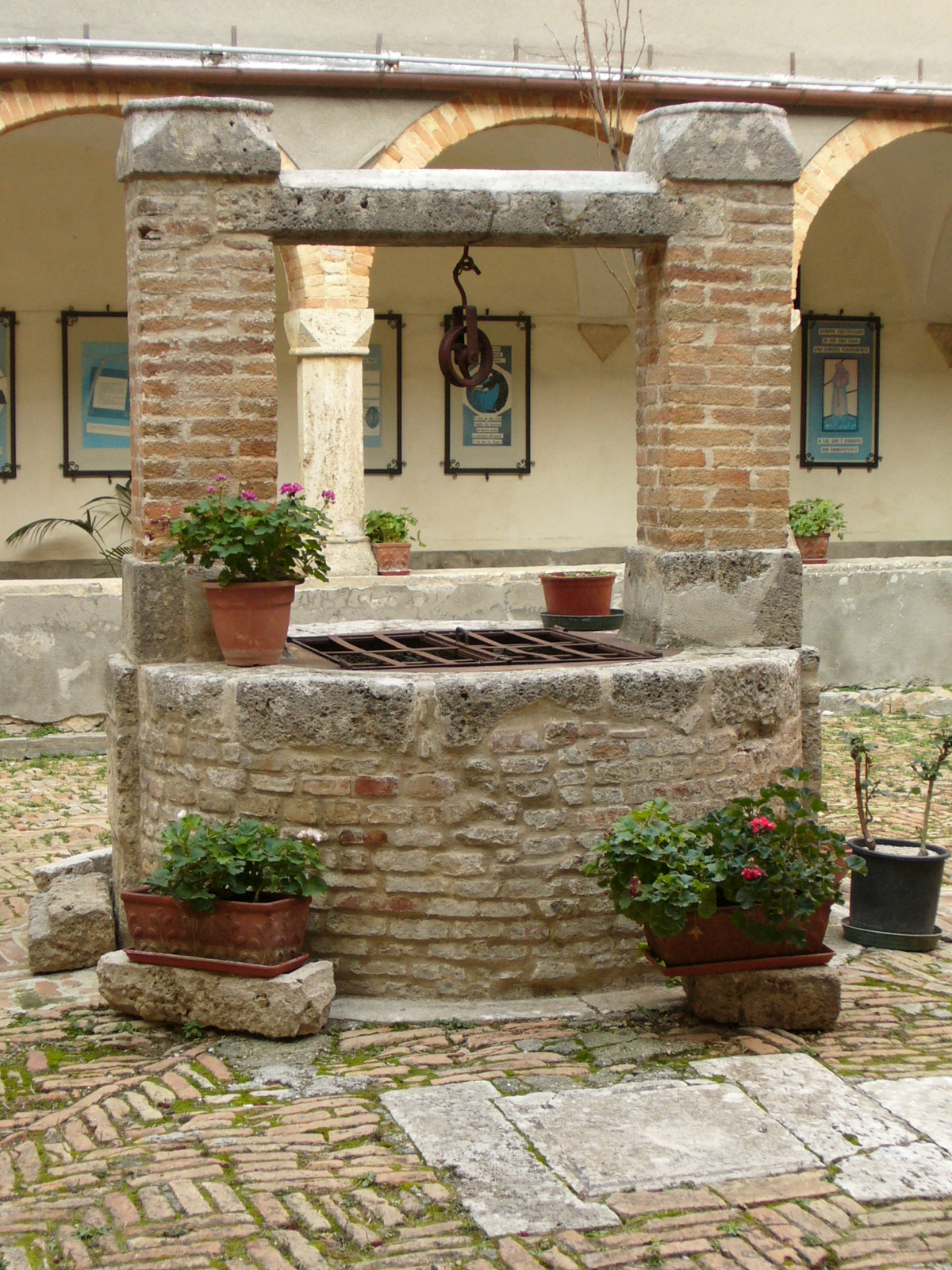
Pozzo al centro del chiostro
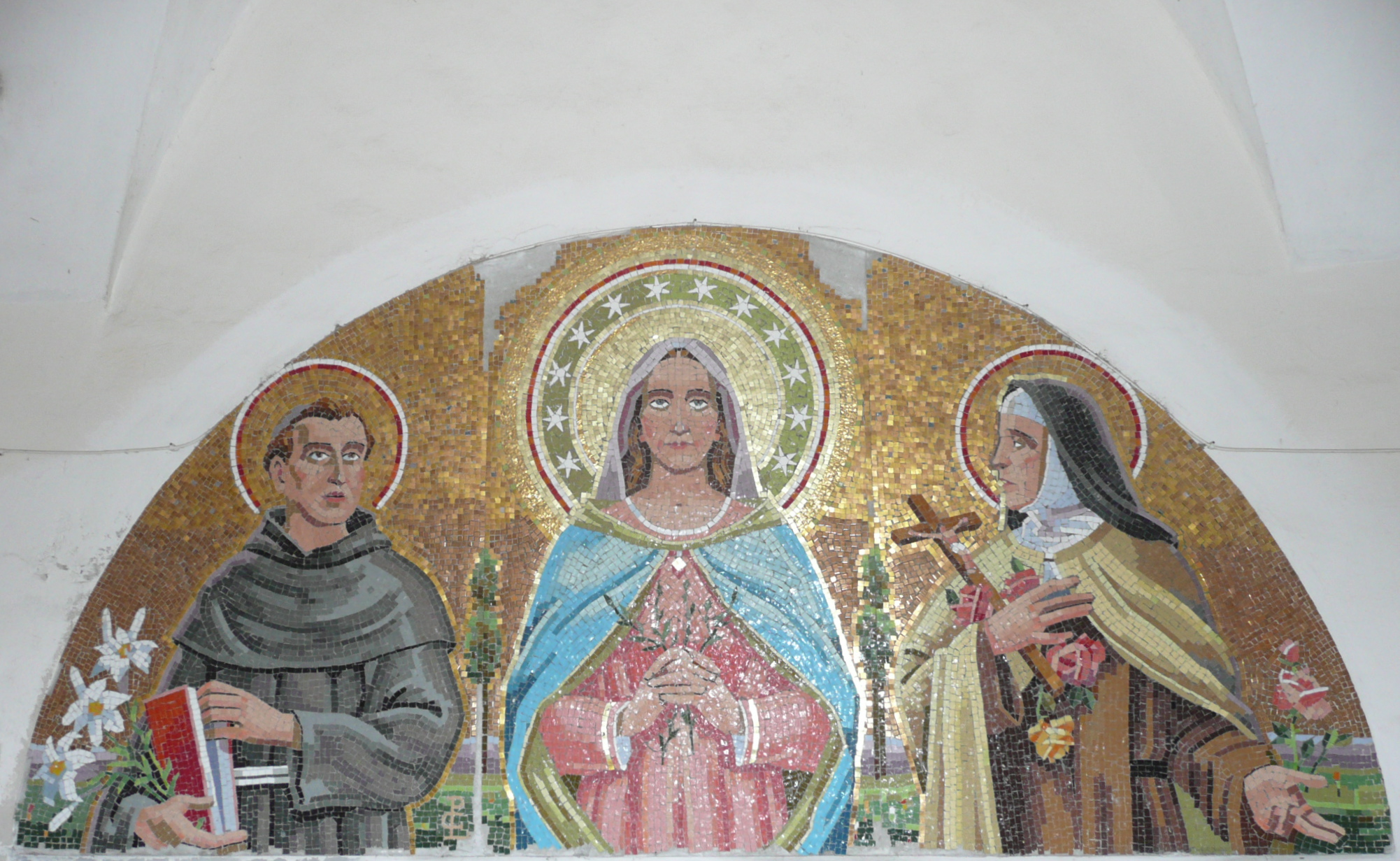
Mosaico nel chiostro della chiesa